# Pterocaesio capricornis
Pterocaesio capricornis is een straalvinnige vis uit de familie van Caesionidae, orde baarsachtigen (Perciformes), die voorkomt in het westen van de Indische Oceaan.

## Anatomie
Pterocaesio capricornis kan een maximale lengte bereiken van 21 cm. Van de zijkant gezien heeft het lichaam van de vis een normale vorm, van bovenaf gezien is de vorm het best te typeren als gedrongen. De kop is min of meer recht. De ogen zijn normaal van vorm en zijn symmetrisch.
De vis heeft één zijlijn, één rugvin en één aarsvin. Er zijn 10 stekels en 15 vinstralen in de rugvin en 3 stekels en 12 vinstralen in de aarsvin.

## Leefwijze
Pterocaesio capricornis is een zoutwatervis die voorkomt in een tropisch klimaat.  De soort is voornamelijk te vinden in zeeën en koraalriffen. De diepte waarop de soort voorkomt is maximaal 20 m onder het wateroppervlak.
Het dieet van de vis bestaat hoofdzakelijk uit dierlijk voedsel, waarmee het zich voedt door selectief plankton uit het water te filteren.
De soort komt niet voor op de Rode Lijst van de IUCN.